# Paraneetroplus gibbiceps
Paraneetroplus gibbiceps és una espècie de peix de la família dels cíclids i de l'ordre dels perciformes.

## Morfologia
- Els mascles poden assolir 23 cm de longitud total.[4][5]

## Hàbitat
És una espècie de clima tropical entre 23 °C-26 °C de temperatura.

## Distribució geogràfica
Es troba al vessant atlàntic de Centreamèrica: conca del riu Usumacinta (Mèxic).